# عبد الهادي يحيى
عبد الهادي يحيى (6 مارس 1985 بكلاغ في ماليزيا - ) هو لاعب كرة قدم ماليزي في مركز الهجوم. شارك مع منتخب ماليزيا لكرة القدم. أما مع النوادي، فقد لعب مع نادي ترغكانو ونادي سلاغور وPerak F.C. ‏ وTerengganu F.C. II ‏ ونادي سلاغور الثاني ‏ وKuala Lumpur Football Association ‏.

## وصلات خارجية
- عبد الهادي يحيى على موقع قاعدة بيانات كرة القدم.إي يو (الإنجليزية)